# تالار مشاهیر فوتبال آسیا
تالار مشاهیر فوتبال آسیا (انگلیسی: Asian Football Hall of Fame) یک تالار مشاهیر برای فوتبالیست‌های حرفه‌ای آسیا است که توسط کنفدراسیون فوتبال آسیا نگهداری می‌شود. AFC آن را به‌طور رسمی برای شصتمین سالگرد تأسیس خود در ۳۰ نوامبر ۲۰۱۴ ایجاد کرد.

## مشمولین (اعضاء)
۱۰ بازیکن فوتبال در نخستین مراسم در سال ۲۰۱۴ به عنوان اعضای این تالار معرفی شدند.
عناوین جدول
- ملیت – کشور/کشورهایی که مشمول برای آن/آن‌ها بازی کرده است، نمایش داده شده‌است.
- دوران حرفه‌ای – سال‌های اولین و آخرین حضور بازیکن در یک باشگاه حرفه‌ای / تیم ملی.
- دستاوردهای فردی ای‌اف‌سی – سایر دستاوردهای فردی زیر نظر AFC.

| کلید | پُست       |
| ---- | --------- |
| GK   | دروازه‌بان |
| DF   | مدافع     |
| MF   | هافبک     |
| FW   | مهاجم     |

منبع:
| سال  | مشمول           | ملیت          | پست   | جنسیت | دوران حرفه‌ای | دستاوردهای فردی AFC                                                                               |
| ---- | --------------- | ------------- | ----- | ----- | ------------ | ------------------------------------------------------------------------------------------------- |
| ۲۰۱۴ | همایون بهزادی   | ایران         | MF/FW | مرد   | ۱۹۵۸–۱۹۷۲    | برترین گلزن: جام ملت‌های آسیا ۱۹۶۸                                                                 |
| ۲۰۱۴ | بایچونگ بوتیا   | هند           | FW    | مرد   | ۱۹۹۳–۲۰۱۳    | [ ۳ ]                                                                                             |
| ۲۰۱۴ | علی دایی        | ایران         | FW    | مرد   | ۱۹۸۸–۲۰۰۷    | بازیکن فوتبال سال آسیا: ۱۹۹۹ برترین گلزن تاریخ جام ملت‌های آسیا & برترین گلزن جام ملت‌های آسیا ۱۹۹۶ |
| ۲۰۱۴ | هونگ میونگ-بو   | کره جنوبی     | DF    | مرد   | ۱۹۹۲–۲۰۰۴    |                                                                                                   |
| ۲۰۱۴ | سامی الجابر     | عربستان سعودی | FW    | مرد   | ۱۹۸۸–۲۰۰۸    |                                                                                                   |
| ۲۰۱۴ | هری کیول        | استرالیا      | MF/FW | مرد   | ۱۹۹۶–۲۰۱۴    | برترین‌های آسیا: ۲۰۱۱                                                                              |
| ۲۰۱۴ | یاسوهیکو وکودرا | ژاپن          | MF    | مرد   | ۱۹۷۰–۱۹۸۸    |                                                                                                   |
| ۲۰۱۴ | ساوا همر        | ژاپن          | MF    | زن    | ۱۹۹۱–۰۰۰۰    | بازیکن سال فوتبال زنان آسیا: ۲۰۰۴، ۲۰۰۹                                                           |
| ۲۰۱۴ | سو چین اون      | مالزی         | DF    | مرد   | ۱۹۶۸–۱۹۸۸    |                                                                                                   |
| ۲۰۱۴ | سون ون          | چین           | FW    | زن    | ۱۹۸۹–۲۰۰۶    | بازیکن سال فوتبال زنان آسیا: ۱۹۹۹                                                                 |

منبع:

### مشمولین بر پایه ملیت
| رتبه | ملیت          | مشمول | مشمول | مشمول |
| رتبه | ملیت          | مرد   | زن    | کل    |
| ---- | ------------- | ----- | ----- | ----- |
| ۱    | ایران         | ۲     | ۰     | ۲     |
| ۱    | ژاپن          | ۱     | ۱     | ۲     |
| ۲    | استرالیا      | ۱     | ۰     | ۱     |
| ۲    | چین           | ۰     | ۱     | ۱     |
| ۲    | هند           | ۱     | ۰     | ۱     |
| ۲    | مالزی         | ۱     | ۰     | ۱     |
| ۲    | عربستان سعودی | ۱     | ۰     | ۱     |
| ۲    | کره جنوبی     | ۱     | ۰     | ۱     |

## مراسم
منبع:
| #   | تاریخ          | مکان  | تعداد مشمولین |
| --- | -------------- | ----- | ------------- |
| اول | ۳۰ نوامبر ۲۰۱۴ | مانیل | ۱۰            |